# Kerrie Wilson

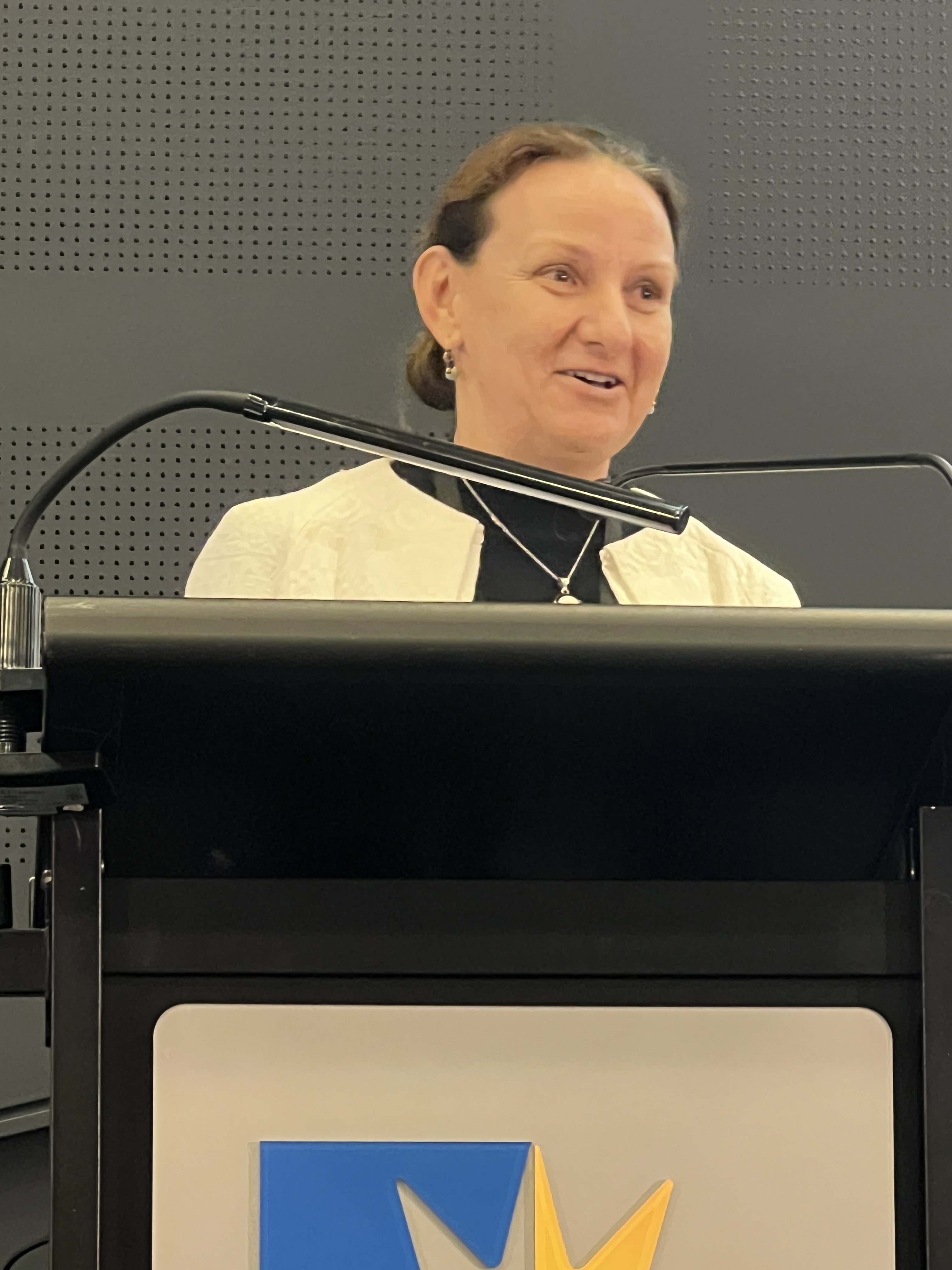
Kerrie Wilson

Kerrie A. Wilson ist eine australische Ökologin und Leiterin der Arbeitsgruppe Conservation Ecology an der School of Biological Sciences der University of Queensland.

## Leben
Wilson studierte Environmental Science (B.Sc.) an der University of Queensland und schloss 1999 ab. Anschließend studierte sie Conservation Ecology und schloss als Ph.D. der University of Melbourne 2003 ab. Ihre erste Postdoc Station war Conservation Prioritisation an der University of Queensland bis 2007.
Sie war Director of Conservation im Nature-Conservancy-Australia-Programm. Wilson beschäftigt sich vor allem mit Naturschutz und veröffentlichte dazu eine Reihe von Publikationen. Seit 2011 leitet sie ihre eigene Arbeitsgruppe zur Naturschutzbiologie (Wilson Conservation Ecology Lab).

## Publikationen

### Bücher
- mit Atte Moilanen und Hugh Possingham (Hrsg.): Spatial Conservation Prioritization: Quantitative Methods and Computational Tools. (= Oxford Biology). Oxford University Press, 2009, ISBN 978-0-19-954777-7.
- mit M. Lulow, J. Burger und M. F. McBride: Chapter 11-The Economics of Restoration. In: D. Lamb, P. Madsen, J. Stanturf (Hrsg.): In Forest Landscape Restoration: Integrating Natural and Social Sciences. Vol 15, 2012, ISBN 978-94-007-5325-9.

### Artikel
- mit L. P. Shoo, P. Scarth, S. Schmidt und K. A. Wilson: Reclaiming Degraded Rainforest: A Spatial Evaluation of Gains and Losses in Subtropical Eastern Australia to Inform Future Investment in Restoration. In: Restoration Ecology. doi:10.1111/j.1526-100X.2012.00916.x (online)
- mit A. I. T. Tulloch, K. Mustin, H. P. Possingham und J. K. Szabo: To boldly go where no volunteer has gone before: predicting volunteer activity to prioritize surveys at the landscape scale. In: Diversity and Distributions. 2012. doi:10.1111/j.1472-4642.2012.00947.x
- mit Belinda Reyers, P. O’Farrell, J. Nel und K. Wilson: Expanding the conservation toolbox: conservation planning of multifunctional landscapes. In: Landscape Ecology. 27 (8), 2012, S. 1121–1134. doi:10.1007/s10980-012-9761-0
- mit J. Carwardine und H. P. Possingham: Setting Conservation Priorities. Annals of the New York Academy of Sciences. In: The Year in Ecology and Conservation. 1162, 2009, S. 237–264.